# Павлицево (Ивановская область)
Павлицево — деревня в Лухском районе Ивановской области России. Входит в состав Тимирязевского сельского поселения.

## География
Находится в восточной части Ивановской области на расстоянии приблизительно 6 километров на запад-северо-запад по прямой от районного центра поселка Лух на правом берегу реки Возополь.

## История
В 1872 году здесь (тогда Юрьевецкий уезд Костромской губернии) было учтено 23 двора, в 1907 году — 25.

## Население
Постоянное население составляло 110 человек (1872 год), 123 (1897), 123 (1907), 14 в 2002 году (русские 100 %), 13 в 2010.